# Шестидневная война
Шестидне́вная война́ (ивр. מלחמת ששת הימים‎, Мильхемет Шешет ха-Йамим; араб. حرب الأيام الستة‎, Ḥarb al‑Ayyam as‑Sitta или араб. حرب 1967‎, Ḥarb 1967, англ. Six-Day War) — война на Ближнем Востоке между Израилем с одной стороны и Египтом, Сирией, Иорданией и Ираком с другой, продолжавшаяся с 5 по 10 июня 1967 года.
В середине 1960-х годов росла напряжённость в отношениях между Израилем и его арабскими соседями, которые не потеряли надежду на ликвидацию еврейского государства на Ближнем Востоке. Основную роль в этих планах играл президент Египта Гамаль Абдель Насер. С созданием Организации освобождения Палестины и ФАТХ Израиль систематически подвергался нападениям палестинских боевиков. На границе с Сирией регулярно происходили перестрелки.
14 мая 1967 года Египет объявил о мобилизации в зоне Суэцкого канала и вокруг неё, к 19 мая войска ООН, разделявшие египетские и израильские силы на Синае, были выведены по требованию египетской стороны; с 22 мая началась блокада израильского судоходства в заливе Акаба; к концу мая к арабской военной коалиции присоединились Иордания и Ирак.
Утром в 7:30 5 июня 1967 года началась операция ВВС Израиля, в ходе которой за несколько часов были уничтожены ВВС арабской коалиции, после чего Израиль в течение 6 дней одержал победу над оставшимися без воздушной поддержки арабскими армиями. Вначале были разбиты силы Египта на Синайском полуострове, затем высвободившиеся войска были переброшены на иорданский и сирийский фронты, где довершили разгром противника.
Израильские войска заняли Газу, Синай, Восточный Иерусалим, Западный берег Иордана и Голанские высоты.

## Предыстория
К середине 1960-х годов Израиль добился впечатляющих экономических и политических успехов. При этом его арабские соседи по-прежнему стремились уничтожить еврейское государство. Главным противником Израиля был амбициозный президент Египта Гамаль Абдель Насер, претендовавший на лидерство в арабском мире. В феврале 1958 года Египет и Сирия объявили о создании Объединённой Арабской Республики, презентуя важнейший на тот момент военно-политический блок арабского мира.
Однако в дальнейшем внешнеполитическая обстановка для Насера осложнилась. После серии разногласий Сирия вышла из ОАР. Иракское руководство во главе с Абд аль-Керим Касемом, ранее признававшее Насера общеарабским лидером, начало его критиковать. В Йемене в 1962 году началась гражданская война, куда Насер отправил воевать за одну из сторон около 60 тысяч солдат. Иордания, Саудовская Аравия, Тунис и Марокко также опасались империалистических устремлений Насера. При этом Египет к началу 1960-х находился на грани экономического банкротства. В связи с этим Насер предпочитал выждать более благоприятного времени для войны против Израиля.
В то же время отношения Израиля с Сирией обострились из-за трёх основных факторов: конфликта за водные ресурсы, конфликта за контроль над демилитаризованными зонами вдоль линии прекращения огня 1949 года и поддержки сирийским правительством военизированных группировок палестинских арабов, совершавших диверсии против Израиля. Сирийская артиллерия на Голанских высотах вела систематический обстрел израильской долины Хула. Как писал историк Говард Сакер, сирийцы превратили Голаны «в один огромный военный лагерь, пожертвовав сельскохозяйственным потенциалом этого района».
В 1964 году была создана Организация Освобождения Палестины — террористическая организация палестинских арабов, ставившая целью уничтожение Израиля. Ранее в Кувейте была организована ещё более радикальная группировка палестинских арабов — ФАТХ. Боевиков ООП, называвшихся «Армия освобождения Палестины» Насер разместил на Синае и в Секторе Газа, ФАТХ пользовался поддержкой Сирии и атаковал израильтян из демилитаризованной зоны на севере. Иордания, в отличие от Сирии, пыталась ограничить атаки боевиков со своей территории чтобы не давать Израилю поводов для ответных операций. Тем не менее, в конце-июля — начале августа 1966 года на сессии Совета Безопасности ООН представители Сирии и Иордании не только отказались от какой-либо ответственности за систематические террористические акты, совершавшиеся с их территории, но даже выразили им публичную поддержку. Представитель СССР поддержал эту позицию. Историк Самир Мутави писал, что создание ООП стало главной причиной войны 1967 года. Также в 1964 году было создано Объединённое арабское командование 17 стран Арабской лиги с целью объединения и координации сил арабских государств против Израиля.
13 ноября 1966 года израильские силы в качестве мести за нападения боевиков ФАТХ атаковали деревню Сама на Западном берегу Иордана. В деревне было разрушено 40 зданий, включая мечеть. В бою было убито 18 иорданских солдат. 7 апреля 1967 года очередной пограничный инцидент на сирийско-израильской границе закончился воздушным боем, в котором израильские самолёты сбили 6 сирийских истребителей. Насер отказался вмешиваться и заявил, что договор о взаимной обороне с Сирией применим только в случае полномасштабной войны.
Египет и Сирия пользовались поддержкой Советского Союза. СССР поддерживал стремление Насера запретить проход израильских судов по Суэцкому каналу, а также военные действия сирийцев в демилитаризованной зоне и верховьях реки Иордан. СССР оказывал Египту масштабную финансовую и военную помощь, а также направлял в страну своих военных специалистов. В 1966 году был подписан советско-египетский договор с предоставлением советскому военному флоту в Средиземном море обслуживания в египетских портах, а военно-воздушным силам — три египетских аэродрома. Новое сирийское правительство Салаха Джадида с 1966 года также развернуло тесное военное сотрудничество с СССР. Советская пропаганда демонизировала Израиль, власти высказывали прямые угрозы, а в нападениях ФАТХ начала принимать участие регулярная сирийская армия.
В самом Израиле считалось, что Египет не начнёт войну, пока его элитные силы задействованы в Йемене, а без Египта ни Сирия, ни Иордания также войну не развяжут.

## Подготовка к войне

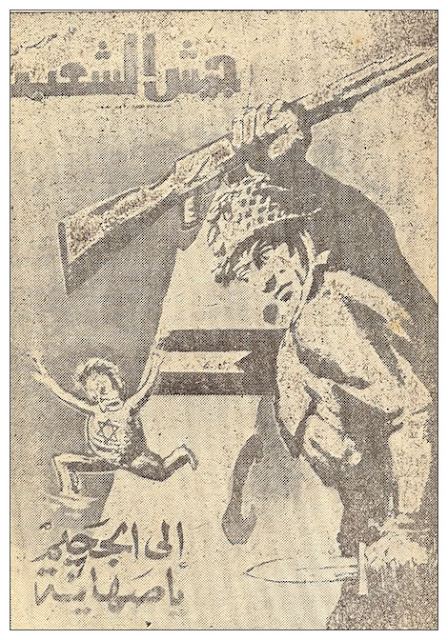
Сирийская пропаганда против Израиля, 1967

Критическим событием, запустившим маховик войны, была советская ложь. СССР сознательно распространил вымышленную информацию о мобилизации 11-13 бригад израильской армии и сосредоточении их на сирийской границе с прямой целью разжечь войну между арабскими странами и Израилем. Британский политолог, специалист по арабо-израильскому конфликту Арон Брегман подчёркивает, что войну спровоцировал не Египет, не Сирия, не Израиль, а именно СССР — в рамках его конкуренции с США за влияние в мире. Выдающийся американский журналист Джеймс Рестон 23 июня 1967 года написал в статье «Об искусстве лжи» в The New York Times, что «русский аргумент об израильской мобилизации на сирийской границе в середине мая — это величайшая фиш-стори со времени Ионы и кита». Точку зрения о вине СССР поддерживают многие историки.
12 мая советский посол в Египте передал Насеру информацию о концентрации израильских войск на сирийской границе. Египетская военная миссия в Сирии и срочно прибывший в Дамаск начальник египетского генерального штаба Мохаммед Фавзи ничего подобного не обнаружили. Сирийские самолёты также не заметили никакой активности. Премьер-министр Израиля Леви Эшколь предложил советскому послу Дмитрию Чувахину поездку на границу, чтобы убедиться, что никакого сосредоточения войск нет. Чувахин от поездки отказался.
Однако Насер на этот раз решил воспользоваться поводом для раздувания конфликта. К этому были две причины: из-за прекращения американской и западной помощи в стране назревал тяжёлый кризис и народ нужно было отвлечь, а кроме того Насеру надоели систематические упрёки в трусости со стороны других арабских стран. Насер решил сосредоточить свою армию на Синайском полуострове и тем самым показать свою силу и поддержку Сирии. 15 мая 1967 года в Египте было объявлено чрезвычайное военное положение, две танковые дивизии пересекли Суэцкий канал и направились в сторону израильской границы.
На Синайском полуострове на египетской территории на границе с Израилем находилась группа Чрезвычайных сил ООН численностью 3400 человек под командованием индийского генерала Рихие. Учитывая Газу и Шарм-а-Шейх, общее количество солдат ООН было 4500 человек. Они были размещены по соглашению, заключенному в ноябре 1956 года между Насером и генеральным секретарем ООН Дагом Хаммаршельдом. Их задачей было разъединение Израиля и Египта. 16 мая в 10 часов Мохаммед Фавзи послал генералу Рихие телеграмму с требованием отвода войск в казармы, а после обсуждения проблемы между генеральным секретарем ООН У Таном и египетскими представителями Египет 17 мая потребовал полностью вывести войска ООН с египетской территории, включая Шарм-эш-Шейх и из Сектора Газа. У Тан принял ультиматум египетского правительства и место «голубых касок» немедленно заняли египетские войска. Первая перестрелка с израильтянами через границу в Газе произошла в тот же вечер.

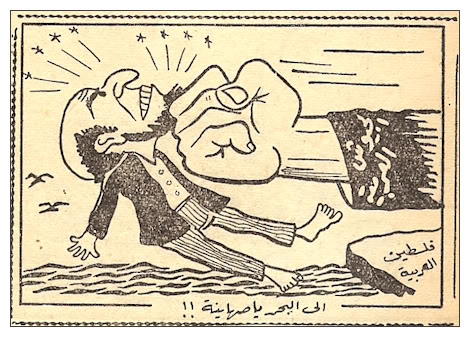
«Сионистов в море». Al-Arabiya Al-Jamahir, Багдад, 8 июня 1967

18 мая каирское радио заявило, что после ухода международных сил Израиль некому защитить и он будет уничтожен в тотальной войне. В других арабских странах оглашалось намерение «перерезать еврейские глотки». Министр обороны Сирии Хафез Асад заявил: 
Наши силы сейчас полностью готовы не только к отражению агрессии, но и к началу процесса освобождения, к уничтожению сионистского присутствия на арабской земле. Сирийская армия держит палец на спусковом крючке…. Я, как военный человек, уверен, что пришло время вступить в войну на уничтожение.

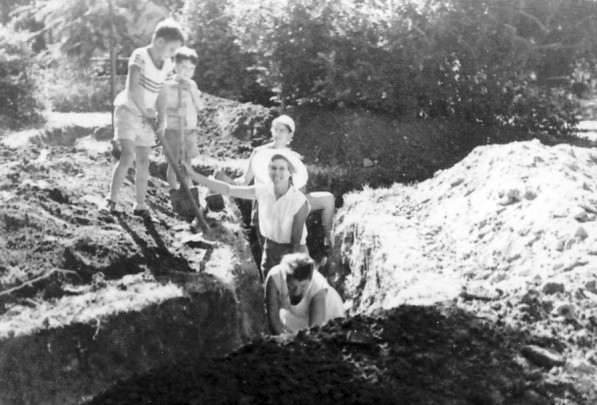
Израильские женщины копают траншеи в Ган-Шмуэле

17 мая два египетских самолёта МиГ-21 со стороны Иордании нарушили воздушное пространство Израиля и произвели облёт ядерного центра в Димоне. Это породило сильные опасения возможной бомбежки египтянами этого центра. Уровень готовности израильских ВВС был повышен до максимального. Аналогичный полёт 4 МиГа совершили 25 мая.
20 мая Израиль и Египет начали мобилизацию резервистов. Попытки Израиля найти дипломатическое решение и снизить напряжённость не нашли никакого отклика ни в СССР, ни в США, ни тем более в арабских странах. 22 мая Насер объявил о закрытии Тиранских проливов для израильских судов, а также для неизраильских, поставляющих в Израиль стратегические материалы. Это противоречило международному законодательству и являлось смертельной угрозой для Израиля, чья экономика во многом зависела от работы порта в Эйлате. Израиль ответил, что рассматривает закрытие проливов как акт войны. К полудню 23 мая в Израиле была завершена всеобщая мобилизация. В этот же день иорданские танки и тяжёлая артиллерия были выдвинуты на Западный берег Иордана.
25 мая военный министр Египта Шамс эд-Дин Бадран провел переговоры в Москве. Он заявил о намерении Египта атаковать Израиль и просил согласия и поддержки. Однако советское руководство не одобрило такой план, председатель Совета Министров СССР Косыгин заявил, что «Советский Союз против агрессии», но вмешается, если США вступят в войну на стороне Израиля. Командующий ВВС Египта генерал Судки Махмуд заявил Насеру, что тактика ожидания израильского первого удара будет губительной.
В этот же день Насер заявил в египетском парламенте: «Задача, которая стоит сейчас перед арабскими странами, не сводится к решению, надо ли блокировать порт Эйлат или как именно его надо блокировать. Наша задача — уничтожить Государство Израиль на веки вечные». Публичные заявления о намерении уничтожить Израиль, «„сбросить евреев в море“, уничтожив их как нацию» и тому подобные делались Насером с середины мая и до начала июня 1967 года неоднократно. Председатель ООП Ахмед Шукейри заявил, что в случае их победы из евреев «те, кто останется в живых, будут жить в Палестине. Только я не думаю, что таких будет много».
США стремились уклониться от военной конфронтации и пытались удержать Израиль от нанесения первого удара. Заявляя на словах поддержку Израилю в вопросе о проливах, президент Линдон Джонсон 26 мая сказал министру иностранных дел Израиля Аббе Эвену, что прийти на помощь он сможет только после принятия резолюции Конгрессом, что требовало длительных дискуссий, а времени на это уже не было. Попытки добиться выражения совместной позиции морских держав успеха не имели, многие не хотели ссориться с арабскими странами. Совет Безопасности ООН также показал свою беспомощность в сложившейся ситуации, СССР блокировал любую резолюцию, направленную против Египта.
Король Иордании Хусейн опасался втягивания в войну с Израилем. Однако он считал, что война неизбежна и единственный шанс на победу для Иордании — это союз с Египтом и Сирией. Кроме того, отказ от участия в этом союзе привёл бы Иорданию к гражданской войне, поскольку давление общественного мнения в пользу войны было очень велико. 30 мая Хусейн подписал договор о взаимной обороне с Насером с условием командования объединёнными войсками из Каира. Договор был аналогичен сирийско-египетскому. 3 июня аналогичный договор подписал Ирак и его президент Ареф отправил войска в Иордании для помощи в войне против Израиля. Содействие предложили король Марокко Хасан II и президент Туниса Бургиба. После закрытия проливов египетско-иорданский договор и сосредоточение вражеских войск в Иордании стали последним толчком, побудившим Израиль начать войну. Была создана стратегически нетерпимая для Израиля ситуация, поскольку в одном из участков иорданская граница проходила всего в 12 милях от средиземноморского побережья, ударом в этом месте Израиль мог быть разрезан пополам. 1 июня министром обороны Израиля был назначен популярный генерал Моше Даян. Решение атаковать было принято на заседании правительства Израиля в ночь с 3 на 4 июня.

## Силы сторон
Накануне войны арабы существенно превосходили израильтян как в живой силе, так и в боевой технике. По оценке историка Майкла Орена, «вместе арабские армии могли выставить 900 боевых самолётов, более 5000 танков и полмиллиона человек».
|                                   | Израиль | Арабские страны |
| --------------------------------- | ------- | --------------- |
| Танковые бригады                  | 10      | 18              |
| Пехотные бригады                  | 9       | 53              |
| Танки                             | 1300    | 2500            |
| Артиллерия                        | 746     | 2780            |
| Самолёты                          | 247     | 557             |
| Ракетные установки «земля-воздух» | 5       | 26              |

### Арабы
Египетская армия насчитывала 240 тысяч человек, вооруженных советской техникой. На Синае и вдоль Суэцкого канала была развернута группировка из семи дивизий (плюс бригада в Шарм-а-Шейхе) численностью 100—130 тысяч солдат, 900—1000 танков и 900—1100 единиц артиллерии. 20-я дивизия Армии освобождения Палестины располагалась в Газе, 7-я дивизия (Рафах — Эль-Ариш), 2-я дивизия была сосредоточена в районе Абу-Агейла — Кусейма, 3-я дивизия (Джабал Либни — Бир-Хасне), 4-я танковая дивизия (Бир-Гифгафа — Бир-Тамада), 6-я пехотная дивизия (Нахл — Кунтилла) и бронетанковая группа особого назначения масштаба дивизии (западнее Кунтиллы).
На полуострове были построены мощные укрепления. Египтяне располагали 419 самолётами, четырьмя ракетными катерами и двумя подводными лодками. Ударная бронетанковая группа под командованием генерала Саада аль-Шазли готовилась наступать в направлении Эйлата, чтобы соединиться с Иорданией, а остальные египетские силы на Синае должны были заблокировать возможное израильское наступление, разгромить израильские войска на трёх укреплённых линиях обороны и в перспективе двигаться в сторону Тель-Авива.
Сирийская армия насчитывала от 50 до 60 тысяч солдат, по разным сведениям 200 или 260 танков, и имела 100 советских самолётов. Задачей сирийских сил была защита Голанских высот от израильского вторжения и оккупация Восточной Галилеи. На Голанах располагались 4 бригады под командованием генерала Абделя Раззака Аль-Дардари. Однако кадровый офицерский состав сирийской армии был сильно ослаблен несколькими переворотами и «чистками».
Армия Иордании насчитывала 55-56 тысяч солдат. Они были объединены в девять пехотных бригад, две бронетанковые бригады и два отдельных танковых полка. Бронетанковые бригады имели по разным данным от 186 до 200 танков. Иордания имела всего 270 танков Centurion и Patton и 22-24 самолёта Hawker Hunter.
Собственных сил Иордании было недостаточно для организации защиты по всей протяжённой линии границы. 9 из 11 иорданских бригад были развернуты на Западном берегу. 4 пехотные бригады были развернуты в районах Иерусалима, Рамаллы, Хеврона, Хан-эль-Ахмара и южного Иерихона и поддерживались 60-й бронетанковой бригадой в районе Иерихона. 3 пехотные бригады были развернуты в районах Дженин, Наблус, северная часть долины реки Иордан, при поддержке 40-й бронетанковой бригады к западу от Дамьи. Иорданские военные планировали окружить и захватить еврейскую часть Иерусалима. После прибытия подкреплений из других стран и успеха на египетско-израильском фронте иорданская дальнобойная артиллерия должна была начать обстрел израильских аэропортов и авиабаз.
Также в Иорданию 24 мая прибыла иракская дивизия со 150 танками, ещё два подразделения иракцев находились вблизи иорданской границы. Символические силы из Алжира и Кувейта прибыли в Египет, в боеготовность была приведена ливанская армия. 50 иракских танков 1 июня прибыли в Сирию.

### Израиль
Израильская армия при небольших исходных размерах представляла собой серьёзную силу. Основными преимуществами были высокий боевой дух солдат, выучка и качество офицерского корпуса. Израильская разведка обладала точными и полноценными данными о ситуации в Египте, Сирии и других вражеских странах, агентурная работа перед войной была на очень высоком уровне. Это внесло важный вклад в будущую победу.
На май 1967 года в армии было 50—60 тысяч солдат, из которых только 10—12 тысяч были кадровыми военными. После всеобщей мобилизации израильская армия составила 264 тысячи человек, она располагала 1300 танками и 247 самолётами. Основным принципом израильской тактики был «бронированный кулак»: прорыв бронетанковых сил и атаки в тылу противника без установления твердых коммуникационных линий. Было разработано множество планов для любой возможной ситуации. Как говорил начальник оперативного управления генерального штаба генерал Эзер Вейцман, «У нас был план на каждый случай… даже для захвата Северного полюса». Израильские военно-воздушные силы состояли в основном из истребителей-бомбардировщиков, которые могли противодействовать самолётам противника и оказывать поддержку наземным войскам. Директор ЦРУ Ричард Хелмс в мае 1967 года заявил президенту США Джонсону, что «Израиль выиграет войну против одной или всех арабских стран, в зависимости от того, какая из них нанесет первый удар, примерно за неделю».
Главные силы были сосредоточены против Египта — на юге. Они были организованы в три дивизии. Северной 84-й бронетанковой дивизией («Стальная дивизия») командовал генерал-майор Исраэль Таль, в неё входили две бронетанковых и одна парашютно-десантная бригада. Второй 31-й бронетанковой дивизией из резервистов, стоявшей в центре, командовал генерал-майор Авраам Йоффе, она состояла из двух бронетанковых бригад, оснащенных танками «Центурион». Южной 38-й дивизией, которая включала механизированную бригаду, пехотную бригаду, парашютно-десантную бригаду, шесть батальонов артиллерии и саперный батальон, командовал генерал-майор Ариэль Шарон. В резерве находились ещё две отдельных бригады и военно-морская группа. Южным (синайским) фронтом командовал генерал-майор Йешаяху Гавиш.
На Центральном и Северном фронтах остались оборонительные заслоны. Командующим на этих направлениях (Узи Наркису в центре и Давиду Элазару на севере) был отдан приказ держаться и ждать помощи после разгрома египтян. На Центральном фронте было 5 резервных бригад: 2 на севере для охраны Изреельской долины, одна для защиты Иерусалима, одна — для обороны аэропорта Лод и подступов к Тель-Авиву. 60 старых танков «Шерман» бригады «Харель» прикрывали Тель-Авив от атаки с юга. В составе Северного фронта также было 5 бригад, в том числе 36-я дивизия генерала Эльада Пеледа.

## Ход войны
С согласия премьер-министра Эшколя министром обороны Израиля генералом Моше Даяном и начальником генерального штаба генерал-лейтенантом Ицхаком Рабином было принято решение нанести воздушный и наземный удары.

### Операция «Мокед»

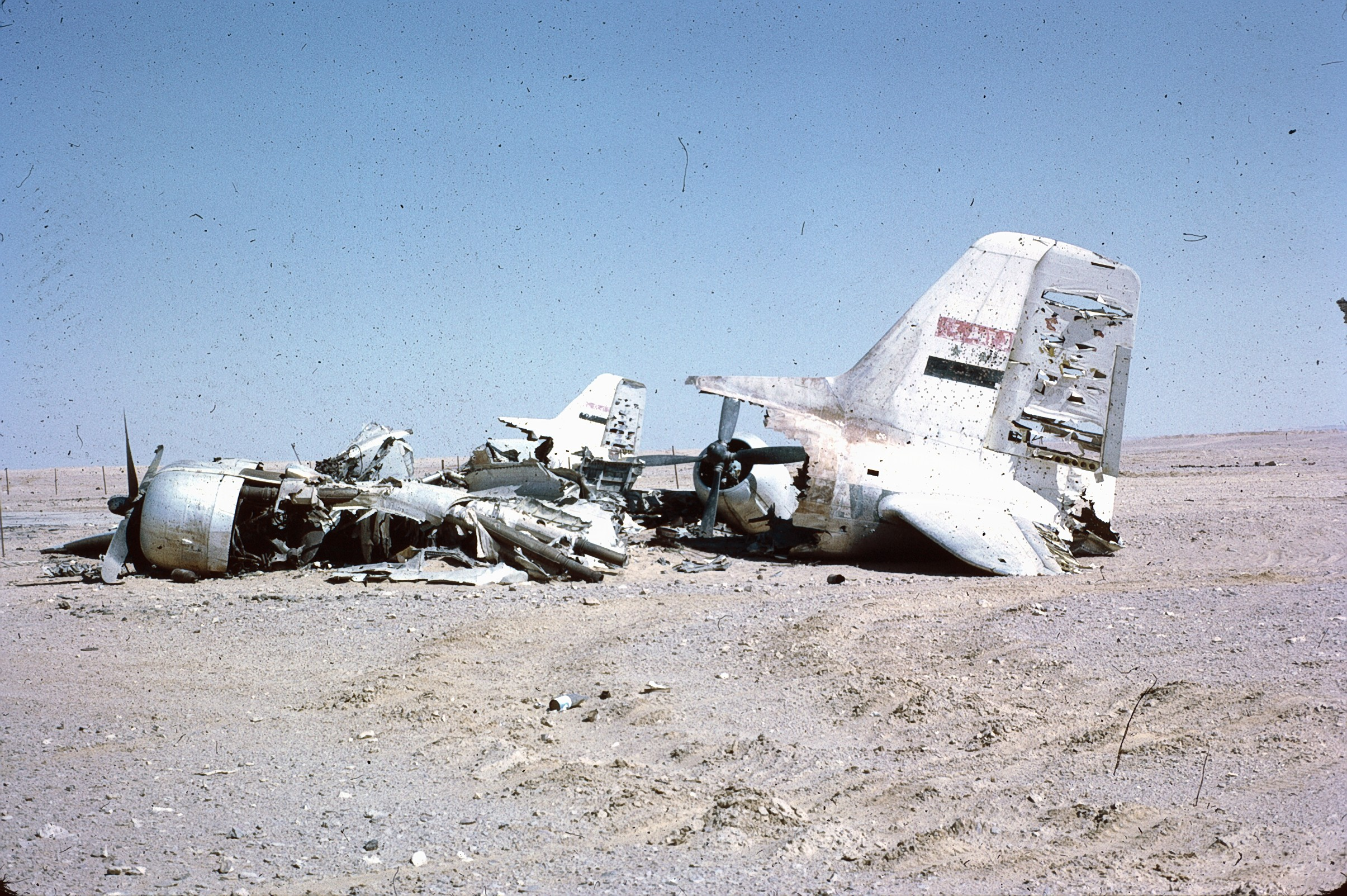
Уничтоженные египетские военно-транспортные самолёты Ил-14

Рано утром 5 июня самолёты израильских ВВС нанесли удары по всем аэродромам Египта, фактически уничтожив египетские ВВС. Позднее были разгромлены ВВС Иордании и Сирии, нанесён значительный ущерб иракским ВВС в районе Мосула.
Первоначальный удар по Египту был нанесён в 7:30 утра. В операции участвовало по разным данным от 183 до более 200 израильских самолётов. Начальник оперативного отдела генштаба Эзер Вейцман утверждал, что в атаку были брошены все, кроме 12, боевые самолёты страны. Они шли на сверхмалой высоте в режиме радиомолчания. Часть самолётов направилась на запад в сторону Средиземного моря, часть на юг в сторону Красного моря. Затем обе группы развернулись и полетели в сторону Египта. Египетская авиация на авиабазах была размещена на открытом пространстве без какой-либо защиты, что сделало её лёгкой целью. В момент атаки боевые самолёты находились на земле, пилоты завтракали. В воздухе было всего четыре учебных египетских самолёта, ни один из которых не был вооружен. Всё высшее египетское командование в этот момент летело инспектировать войска на Синае и для безопасности их пролёта радары были отключены.
Израильская атака шла со следующими приоритетами: сначала уничтожение взлетно-посадочных полос, затем бомбардировщиков, которые угрожали израильским городам, а затем реактивных истребителей. Последний удар наносился по ракетным установкам, радарам и вспомогательным объектам. 6 египетских авиабаз в районе Синая и Суэцкого канала были полностью выведены из строя. Примерно за полчаса израильской авиацией было уничтожено по разным данных от 189 до 204 египетских самолётов, в том числе 195 на земле и 9 в воздухе. Израильтяне потеряли 8 самолётов, в том числе один повреждённый был сбит израильской ПВО. После возвращения израильских самолётов на свои базы для их дозаправки и перевооружения, в 10 часов утра по египетским авиабазам был нанесён повторный удар, в котором участвовало 164 самолёта. В ходе этого удара было уничтожено ещё 107 египетских самолётов, израильтяне потеряли 9. В общей сложности было уничтожено от 286 до 298 из 420 египетских боевых самолётов, 13 египетских авиабаз из 14 были выведены из строя, треть пилотов погибла.
При этом египетские СМИ передавали информацию об успешном отражении израильской атаки, сообщали об уничтожении 86 вражеских самолётов. Информация о масштабе катастрофы не была доведена даже до верховного командования, а на улицах Каира играли бравурные марши, толпы людей праздновали победу. Получив лишь к 16 часам адекватную информацию о результатах израильской атаки Насер решил обвинить в ней ВВС США и Великобритании. Об этом он договорился по телефону с королём Хусейном в 16:30.
После 11 часов утра Израиль стал подвергаться налётам со стороны ВВС Сирии и Иордании. В 11:50 по объектам на территории Израиля нанесли удар 16 иорданских самолётов, в результате их удара был убит 1 и ранено 7 мирных жителей, уничтожен 1 самолёт на земле. В результате ответного израильского авиаудара по базам ВВС Иордании в 12:30-12:45 были уничтожены все самолёты ВВС Иордании и радиолокационная станция в Аджлуне.
Также были уничтожены около половины ВВС Сирии (53 самолёта) и 10 иракских самолётов. В Ливане в ходе авианалёта был уничтожен пассажирский самолёт DC-7 иорданских авиалиний.
Разгром ВВС противника в первый же день войны позволил израильским ВВС добиться почти полного господства в воздухе. Практически не встречающие сопротивления бомбардировки арабских колонн и позиций израильскими ВВС, в том числе с применением напалма, были важнейшим фактором деморализации и коллапса египетской, сирийской и иорданской армий.
Утром 5 июня, в день начала войны, пресс-служба армии Израиля заявила, что с ранних часов утра израильская армия вступила в бой с египетской армией, которая начала «продвижение в сторону Израиля», хотя на самом деле первыми открыли огонь именно израильские войска.
6 июня пара тяжёлых бомбардировщиков Ту-16 ВВС Ирака нанесла бомбовые удары в глубине израильской обороны. Один из них был обнаружен и повреждён истребителем над Натанией, но, сбросив бомбы прямо над центральной её улицей, сумел вернуться на авиабазу Хаббания. Второй был подбит зенитным огнём после бомбёжки города Афула, и его командир направил горящий самолёт на израильскую военную базу. В результате падения на неё погибло 14 израильских солдат и иракский экипаж из 6 человек.
К окончанию дня 6 июня израильтяне уничтожили 419 самолётов противника, в том числе 393 на земле. Израильские потери составили 26 самолётов. В воздушных боях все победы были за Израилем. Всего к концу войны израильтяне уничтожили около 450 самолётов противника, из них 70 в ходе воздушных боёв (но далеко не все были подтверждены), а остальные на земле. Сам Израиль потерял 50 самолётов (среди них 6 учебных самолётов Fouga СМ.170 Magister).

### Операции на Синайском фронте

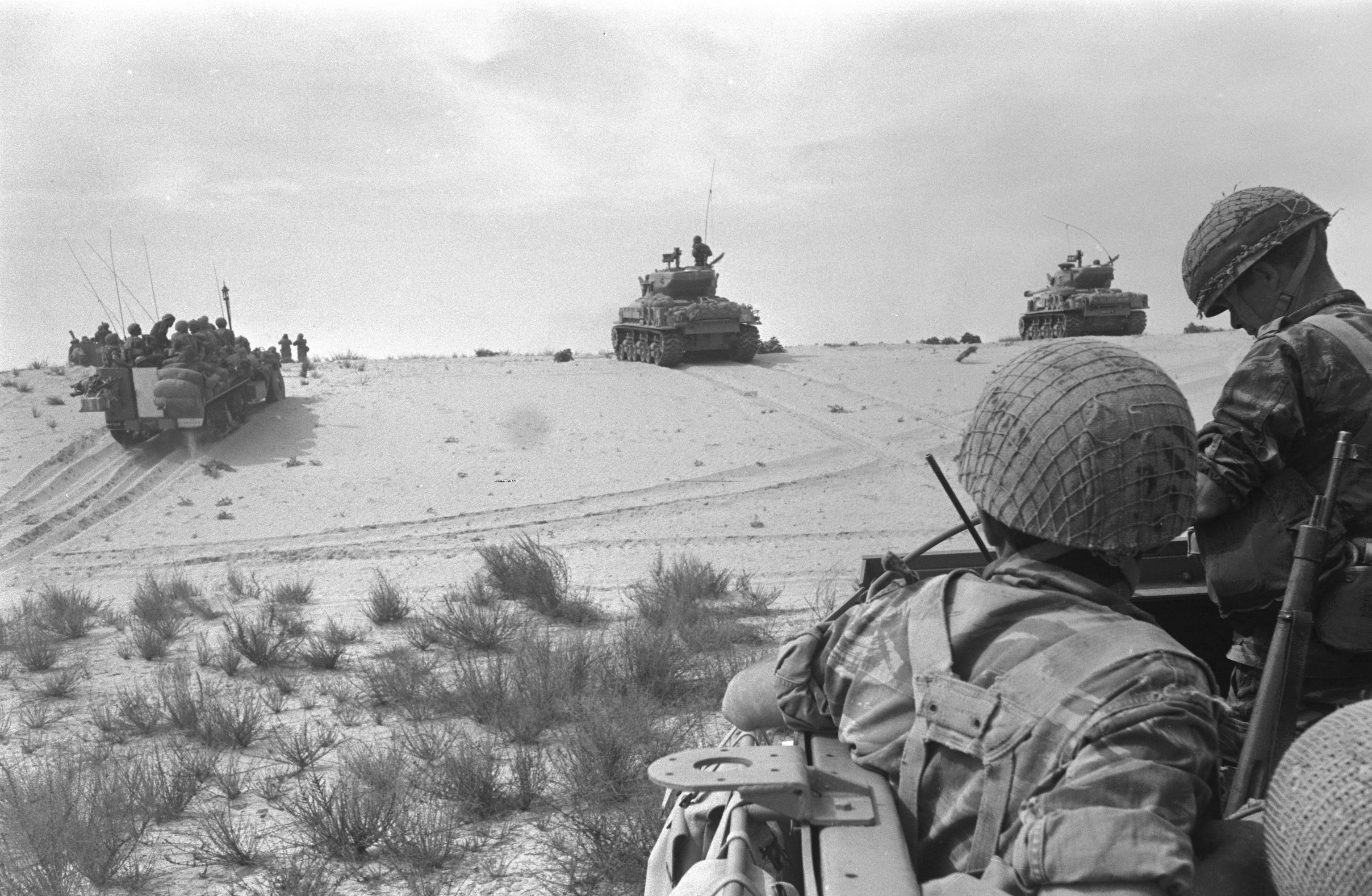
Танки дивизии Таля в районе Рафаха

Операции на Синайском фронте

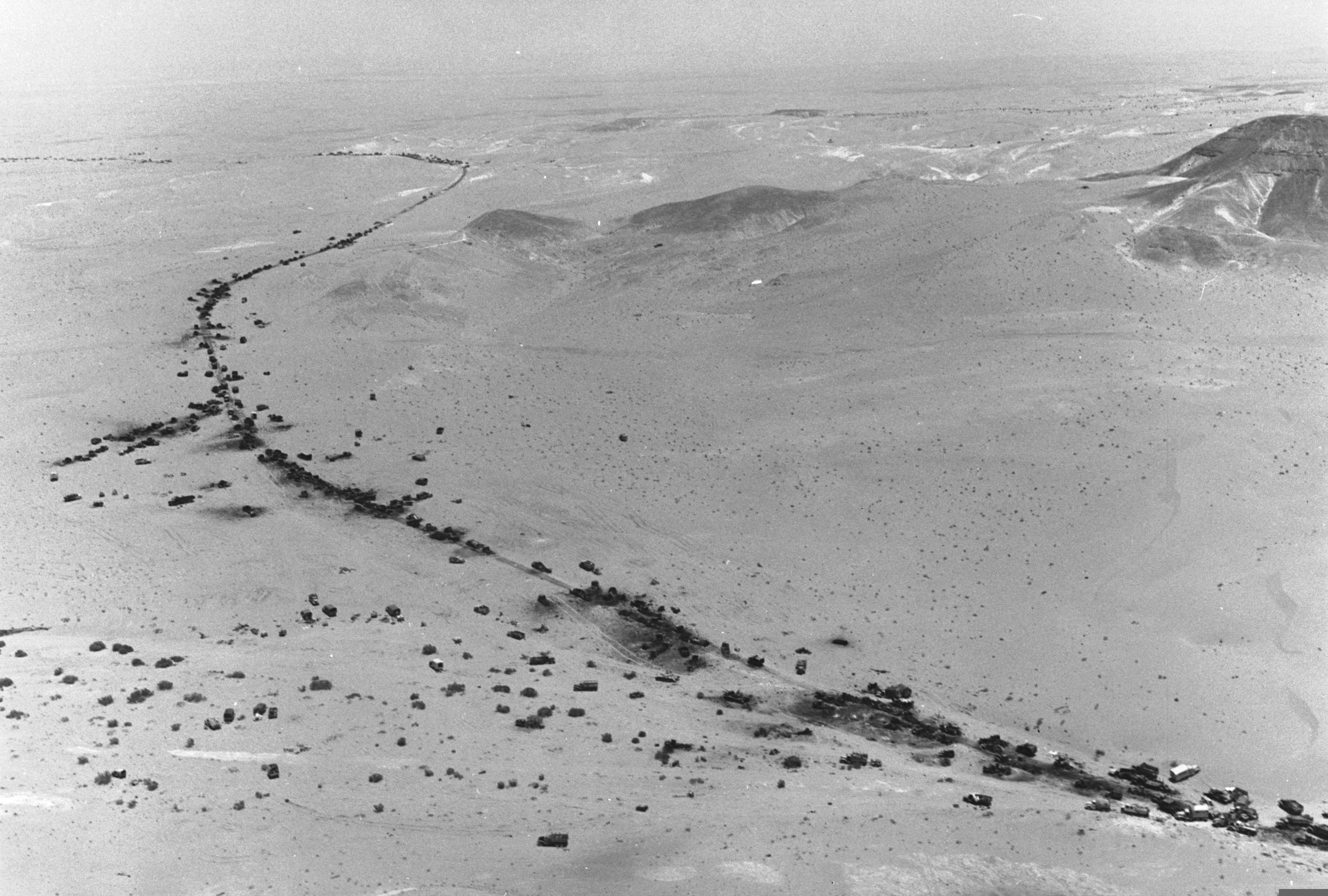
Перевал Митла, усеянный остовами уничтоженных египетских танков и грузовиков

5 июня утром в 8:15 израильские войска начали наступление на юге. Танковая дивизия Таля, в которой насчитывалось 300 лучших танков во всей армии, преодолев сопротивление египтян, захватила Хан-Юнис и окружила Рафах, открыв путь на Эль-Ариш. Бой у Хан-Юниса был тяжёлый, под ураганным огнём противника израильская танковая бригада потеряла 35 командиров танков, включая одного командира батальона. К утру 6 июня израильские колонны направились к Эль-Аришу, где находилась главная база снабжения египетских войск. Благодаря помощи авиации израильтяне сломили сопротивление, уничтожив остатки 7-й египетской дивизии. После обстрела из сектора Газа израильских поселений Нахаль-Оз, Кисуфим и Эйн-ха-Шлоша дивизия Таля зачистила юг сектора Газа, подавив артиллерию 20-й дивизии Армии освобождения Палестины. 7 июня в первой половине дня израильтяне заняли Газу, активное участие в этом приняли 11-я отдельная пехотная бригада полковника Иехуды Решефа и 35-я парашютно-десантная бригада Рафаэля Эйтана из дивизии Таля.
В это время дивизия Шарона выполняла крайне сложную задачу по прорыву мощных египетских укреплений в районе Абу-Агейлы по оси Ницана—Исмаилия и Умм-Катаф на западе. Атакующие силы Шарона были меньше сил обороняющихся египтян, к тому же во время запланированной на ночь атаки Шарон не мог рассчитывать на помощь авиации. Однако он задумал и осуществил чрезвычайно сложную и дерзкую операцию по разгрому египтян. Пехотинцы Шарона обошли Умм-Катаф и атаковали во фланг в сумерках, переброшенные вертолётами десантники напали на артиллерийские батареи египтян с тыла. Ослепив египтян с помощью прожекторов, израильская пехота и танки вели прицельный огонь. К трём часам утра 6 июня египетские укрепления были взяты, оставшиеся очаги сопротивления были подавлены через 3 часа. Как писал историк Говард Сакер, эту операцию впоследствии изучали во всех военных академиях мира как вершину военного искусства.
Бригада из дивизии Йоффе в это время прошла по песчаным дюнам, которые египтяне считали непреодолимыми, и к полудню 5 июня вступила в бой у Бир-Лавхана, а после отступления египтян преследовала их до Джабал-Либни, который после боя с полноценной египетской пехотной дивизией, усиленной танками, был взят к концу дня 6 июня. 8-я отдельная бронетанковая бригада под командованием Альберта Мандлера на южном фланге 5 июня атаковала Кунтиллу и затем заняла Нахль. Путь на Синайский полуостров для израильских танков был открыт. Египетский главнокомандующий дал приказ к отступлению, а командующий южным израильским фронтом Йешаяху Гавиш предложил Талю организовать преследование и уничтожение противника.
7 июня утром основные силы Таля подошли к Бир-Гифгафе и перекрыли дорогу на Исмаилию. Часть дивизии Таля пошла севернее на Романи и захватила его. Дивизия Йоффе двинулась на юг к перевалу Митла, перекрывая ещё один возможный путь для отступления египтян из Синая. Таким образом Таль и Йоффе удерживали ключевые дороги, а Шарон загонял египетские силы в окружение. Попытки египтян прорываться через Бир-Гифгафу и Митлу попали под удары израильской авиации. В итоге было уничтожено или захвачено более 820 из 935 египетских танков на Синае. В тот же день 7 июня израильский совместный воздушный и морской десант захватил Шарм-а-Шейх, египетский гарнизон бежал ещё до их прибытия. 8 июня израильские части разбили силы египтян в Эль-Кантаре и вышли на правый берег Суэцкого канала. Синайский полуостров был полностью в руках израильтян. Египетская армия была разгромлена.

### Операции на Иорданском фронте

Операции на Иорданском фронте

Главную угрозу для Израиля представляла возможность атаки иорданцев на запад в районе Нетании, которая позволила бы разрезать израильскую территорию пополам в самом узком месте. Второй по важности проблемой была опасность окружения израильской части Иерусалима. Также у командующего Центральным фронтом Узи Наркиса была необходимость обеспечить оборону двух анклавов — на горе Скопус и бывшую правительственную резиденцию южнее Иерусалима, где находилась штаб-квартира ООН.
5 июня в 8:30 МИД Израиля передал главе Организации ООН по наблюдению за перемирием генералу Буллу письмо для короля Иордании Хусейна. В письме короля просили воздержаться от вступления в войну и давалось обещание, что в случае неучастия Иордании в войне ей не будет причинено вреда. Письмо было передано королю. Однако в то же время король получил также сообщение из Каира об уничтожении 75 % израильских самолётов и успешном наступлении египетских танков. Эта ложь убедила короля подключиться к атаке на Израиль. Кроме того иорданцы считали, что израильтяне стремятся ввести их в заблуждение чтобы атаковать после того, как разберутся в Египтом.
Вскоре иорданский Арабский легион начал миномётные и артиллерийские обстрелы Западного Иерусалима, а также целей к востоку от Тель-Авива и Изреельской долины.

#### Битва за Иерусалим
В час дня иорданцы атаковали гору Скопус. В 13:30 резервный батальон 27-й пехотной бригады захватил штаб-квартиру ООН. В 14:25 Наркис получил приказ контратаковать. Четыре батальона израильской пехотной бригады «Эциони» с поддержкой примерно 20 танков к 16:30 отбили резиденцию, иорданцы потеряли около 100 из 500 солдат в этом бою. Наркис приказал полковнику Ури Бен-Ари, командовавшему механизированной бригадой «Харель», наступать по трем дорогам, идущим из Рамлы в сторону Иерусалима. Танки Бен-Ари при поддержке авиации к утру 6 июня контролировали все иерусалимские холмы.
В распоряжение Наркиса была передана 55-я парашютно-десантная бригада под командованием полковника Мордехая (Моты) Гура, которую ранее предполагалось использовать на Синае. Прибытие бригады Гура дало возможность провести массированную атаку на позиции Арабского легиона сразу по трём направлениям. В 19:45 израильская артиллерия открыла огонь по иорданским позициям. Основная атака десантников началась 6 июня в 2:20 ночи. Два батальона парашютистов атаковали Полицейскую школу и Арсенальную горку. Бой за Арсенальную горку был крайне тяжёлым, иорданцы отчаянно сопротивлялись, но в итоге позиция была взята. Второй удар был нанесен в направлении от квартала Меа-Шеарим в сторону горы Скопус. Здесь также сопротивление арабов было очень упорным и бои велись не только за каждую улицу, но и за каждый дом. Во второй половине дня 6 июня израильтяне взяли последнюю высоту в районе Абу-Тур и приблизились к стенам Старого города.
7 июня в 8:30 утра Гур получил приказ на взятие Старого города с условием неиспользования артиллерии и авиации чтобы не нанести ущерб святым местам. После захвата Масличной горы, на которой расположена церковь Вознесения, десантники при поддержке танков ворвались в Львиные ворота. Через Виа Долороза атакующие вышли к Храмовой горе и сломили последний очаг сопротивления в городе.

#### Операции на Западном берегу Иордана
После уничтожения иорданских ВВС и окружения Иерусалима израильтяне получили полное господство в воздухе и заняли доминирующие высоты. 36-я дивизия Пеледа из состава Северного фронта двинулась на юг и атаковала Дженин и Наблус. Танки Бен-Ари атаковали на юг от Иерусалима в направлении Хеврона. Обещанная военная помощь из Сирии, Ирака, Саудовской Аравии и Египта либо не пришла, либо пришла слишком поздно, либо была разбита на марше с воздуха.
К полудню 7 июня две бригады иорданской армии были разбиты и территория Западного берега Иордана была в руках израильтян. Около полудня был захвачен Вифлеем, чуть позже — Гуш-Эцион. Войска остановились на берегу реки.

### Операции на Сирийском фронте

Операции на Сирийском фронте

Вечером 5 июня ударами израильских ВВС было уничтожено приблизительно две трети всех сирийских ВВС. В течение четырёх дней происходили артиллерийские дуэли, стороны не предпринимали попыток завладеть инициативой.
К вечеру 8 июня, когда проблемы с Египтом и Иорданией были решены, настала очередь удара по Сирии. Представители мунициальных объединений жителей севера Израиля прибыли в столицу и Леви Эшколь не только встретился с ними, но и привёл на заседание кабинета министров, где они озвучили просьбу не оставить сирийские атаки и обстрелы без возмездия. Пять бригад Северного фронта также рвались в бой.
Утром 9 июня Элазар получил от Даяна приказ атаковать сирийцев. Войска были готовы к наступлению через район Баниас севернее Голанского плато, вдоль подножия горы Хермон. Сирийцы построили в этом районе мощные оборонительные укрепления, многоуровневые железобетонные огневые позиции на десятки километров в глубину. Элазар штурмовал эту линию «в лоб» в самом узком месте, где от израильской границы до сирийского города Кунейтра было всего 4,5 километра. Дорога эта была почти непроходимая, кроме того, её защищали укрепления «Тель-Азазият» и «Тель-Факр». Укрепления были взяты после трёхчасового боя, в котором погибли все защитники укреплений и множество израильских солдат бригады «Голани». Две дополнительные атаки к югу от Кунейтры позволили до темноты захватить ещё два плацдарма на высотах.
Утром 10 июня при мощной авиационной поддержке израильские войска вышли на плато и продвинулись к Кунейтре, после обеда Кунейтра сдалась. Элазар отдал приказ частям, недавно сражавшимся в Дженине и Наблусе, двигаться на север и ударить по Голанским высотам южнее Тивериадского озера. Сирийские солдаты отступали в панике и беспорядке, бросая оружие.
С вечера 9 июня СССР начал угрожать вмешательством в ситуацию, если Израиль не остановится. В полдень 10 июня после трёх телефонных разговоров с Косыгиным президент США Джонсон отдал приказ Шестому флоту направить к берегам Сирии три оперативных соединения во главе с авианосцами «Саратога» и «Америка». Одновременно он потребовал от Израиля немедленно прекратить военные действия. К этому времени Голанские высоты уже были в руках израильтян.

### Война на море
В ходе войны не происходило крупных морских сражений.
8 июня 1967 года судно ВМС США «Либерти», занимавшееся радиоэлектронной разведкой у берегов Синайского полуострова и вошедшее в зону военных действий, во второй половине дня было атаковано израильскими самолётами и торпедными катерами. В результате атаки погибли 34 и были ранены 170 американских моряков. Согласно результатам расследований с обеих сторон корабль был ошибочно идентифицирован как египетское военное судно. По другим предположениям корабль был атакован израильтянами намеренно с целью помешать США собирать информацию о военных действиях в регионе, в частности не дать им обнаружить передвижение израильских войск в Галилее в преддверии захвата Голанских высот.
6 июня силами эсминца «Яффо», нескольких торпедных катеров и коммандос Шайетет 13 на морских буксировщиках «Maiale» была проведена операция в гавани Порт-Саид. В результате перестрелки между израильскими и двумя египетскими ракетными катерами «Оса», после столкновения последние скрылись в укреплённой гавани. Согласно капитану 1 ранга в отставке Владимиру Янкелевичу, последующий вывод 18 египетских ракетных катеров, вооружённых ракетами П-15 из Порт-Саида в Александрию лишил их предполагаемой израильтянами возможности ракетных атак на Тель-Авив. В целом, в результате операций ВМС Израиля во время войны, силы противника были «вынуждены намного больше сил выделять для обороны портов и не смогли блокировать морские пути Израиля».
Израильские водолазы-диверсанты были посланы в гавани Порт-Саида и Александрии, но не смогли повредить ни одного корабля. Шесть израильских водолазов были схвачены в Александрии и попали в плен.

### Дипломатия и окончание боевых действий
5 июня после сообщения «Радио Каира» о том, что американская и британская авиация якобы принимают участие в военных действиях на стороне Израиля, по всему арабскому миру прокатилась волна протеста с нападениями на дипломатические учреждения и информационные центры этих стран. Сирия, Египет, Судан, Алжир, Йемен и Ирак разорвали дипломатические отношения с США, а Иордания воздержалась от этого.
Президент США Линдон Джонсон сразу после получения информации о начале войны призвал обе стороны к сдержанности. Через 4 часа ему позвонил председатель Совета министров СССР Косыгин. Он попросил президента США повлиять на Израиль с целью прекращения боевых действий. При этом Косыгин был дезинформирован о «военных успехах» Египта и хотел затянуть вмешательство ООН. В дальнейшем после получения реальной информации о ситуации на поле боя СССР за подписью Косыгина отправил сообщение в США с угрозой, что если Израиль не отступит, то советские вооруженные силы предпримут надлежащие меры, чтобы покончить с «сионистской авантюрой». Джонсон, будучи к этому времени также информирован о впечатляющих военных успехах Израиля, решил не оставлять советскую угрозу без ответа и отправил Шестой флот в зону конфликта. СССР, оценив решимость США защищать Израиль, отказался от военного вмешательства. СССР предложил проект резолюции Совета Безопасности ООН с призывом о выводе войск воюющих сторон. Представитель США Гольдберг отметил, что если предлагается возврат к ситуации до начала войны, то текст должен включать свободу судоходства в Акабском заливе и возвращение Чрезвычайных сил ООН на Синай и в Шарм-аш-Шейх. Отказ арабских стран и СССР от этого предложения способствовал закреплению военных успехов Израиля.
7 июня Совет Безопасности ООН по предложению США призвал к прекращению огня без дополнительных условий. Израиль и Иордания прекратили боевые действия в тот же день. Египет согласился на перемирие на следующий день — 8 июня. Сирия приняла прекращение огня только 10 июня — после того как Израиль развернул наступление на Голанские высоты и захватил их. 10 июня в 18:30 по израильскому времени прекращение огня вступило в силу и на этом война была завершена.

## Потери

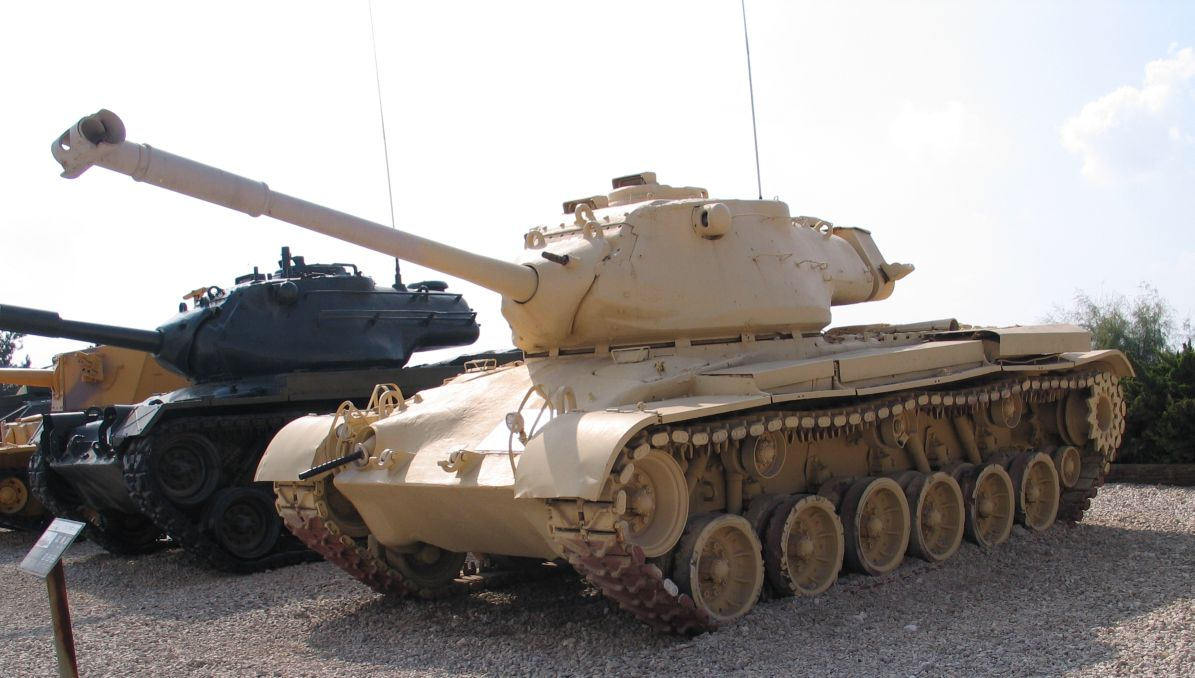
Трофейный арабский танк в музее Латрун

В общей сумме арабы потеряли от 15 000 или более убитых, израильтяне — 800—1000 убитых.

### С израильской стороны
По различным данным, Израиль потерял в этой войне убитыми 779 военнослужащих (по данным израильского МИД — 776 человек).
Из них 338 погибло на синайском фронте, 300 — на иорданском (включая 183 в битве за Иерусалим) и 141 — на сирийском, по другим данным, общие безвозвратные потери составили 983 человека. Также пострадало гражданское население Израиля, 20 мирных жителей было убито и около 150 получили тяжёлые ранения. По данным американского историка Стивена Залоги в ходе боевых действий было выведено из строя 394 израильских танка, в том числе 122 на Синае, 112 в боях с Иорданией и 160 на Голанах.

### Со стороны арабских стран, принимавших участие в боевых действиях
Египет потерял 11,5-12 тысяч солдат погибшими, 20 000 раненых, 5500 пленных. Уничтожено 338 самолётов. По данным Стивена Залоги египтяне потеряли более 820 танков, по данным президента Египта Гамаля Насера — 700 танков, несколько десятков танков египтяне позже отремонтировали и вернули в строй. Брегман отмечает, что 10 из 12 тысяч египетских солдат погибли не в бою, а во время хаотического отступления по синайской пустыне.
Иордания — 696 погибших, 421 раненый, 2000 пропавших без вести. Потеряно 179 танков, 53 БТР, 1062 орудия, 3166 автомашин и около 20 000 ед. стрелкового оружия. Подтверждённые потери иорданской авиации составили 17 военных самолётов, 1 вертолёт и не менее 3 пассажирских самолётов. 7000 тонн боеприпасов достались израильтянам в качестве трофеев.
Сирия — оценки сирийских потерь очень расходятся, по погибшим есть цифры 450 или 1000 или 2500, последний источник оценивает раненых в 5000.
Ирак — 10 погибших, 30 раненых.
Ливан — потеряно 2 самолёта

### Потери других стран и организаций
США, Великобритания и ООН не принимали участия в конфликте, хотя пострадали от действий Израиля.
Израильтянами был выведен из строя (точнее, уничтожен, так как он был списан после этого) боевой корабль ВМС США USS Liberty, убиты 34 и ранены 173 американца.
Израильской авиацией был уничтожен самолёт Devon C1 Королевских ВВС Великобритании (борт. номер VP966) в иорданском международном аэропорту Аммана.
Контингент международных миротворцев UNEF и ООН в ходе войны множество раз был атакован израильскими войсками. В международном аэропорту Иерусалима 5 июня 1967 года был уничтожен гражданский самолёт Douglas DC-3B Организации Объединённых Наций (борт. номер UNO 8680). В Синае было убито 14 индийских миротворцев ООН и ещё 24 было ранено. Вдобавок, бразильский контингент миротворцев потерял 1 убитым и 1 раненым. Югославское подразделение UNEF Odred потеряло 38 автомашин и другой техники. После атак на миротворцев Odred Югославия была вынуждена разорвать дипломатические связи с Израилем
Согласно западным исследованиям, 35 советских военных специалистов в Египте и Сирии погибли в конфликте, в основном при бомбардировках израильских ВВС. В советских и российских источниках эта информация не подтверждается, в опубликованном в 2002 году полном списке потерь советских военнослужащих в Египте первая потеря произошла лишь 17 июня 1967 года, то есть уже после окончания войны.

## Итоги войны

Территории, захваченные в ходе Шестидневной войны

В этой войне Израиль в считанные дни достиг победы, захватив Синайский полуостров, Сектор Газа, Западный берег реки Иордан, Восточный Иерусалим и Голанские высоты. Зелёная черта 1949 года стала административной границей между Израилем и новыми территориями.
27 июня 1967 года распоряжением правительства Израиля израильская юрисдикция и муниципальные границы Иерусалима были распространены на иорданский (восточный) сектор Иерусалима и прилегающие к нему части Западного берега. 29 июля 1980 года кнессет принял «Основной закон об Иерусалиме», провозглашающий город «вечной и неделимой столицей Израиля», которым была закреплена аннексия Восточного Иерусалима. В 1981 году кнессет закрепил законом распространение действия израильских законов на всю территорию Голанских высот. Эти решения не признаны на уровне ООН (Резолюции СБ ООН 478 и 497).
В общей сложности, Израиль получил контроль над территорией, в 3,5 раза превосходящей его довоенную площадь. Захваченные территории служили буфером и резко снижали опасность от возможного нападения для израильских городов. Победа имела огромное моральное и религиозное значение в связи с возвратом самых священных мест для иудаизма: Старого города Иерусалима со Стеной плача и ряда других объектов на Западном берегу Иордана, включая Пещеру Патриархов.
Следствием войны стала попытка реванша со стороны Сирии и Египта в октябре 1973 года. Также война усугубила проблему палестинских беженцев и добавила в перечень критических проблем арабо-израильского конфликта вопрос о занятых Израилем в ходе этой войны территориях. Кроме Синайского полуострова, возвращенного Египту по мирному договору, вопрос о будущем этих территорий остаётся нерешённым и в XXI веке.

## Спорные вопросы

### Обвинение США и Великобритании в участии на стороне Израиля
6 июня в телефонных переговорах между королём Иордании Хусейном и Насером, перехваченных израильской разведкой, Хусейн согласился поддержать Египет и обвинить США и Великобританию в боевых действиях на стороне Израиля. Однако он быстро отказался от этого обвинения и принёс извинения, когда 8 июня запись их беседы стала достоянием гласности.
Тем не менее Насер успел в письме 6 июня А. Н. Косыгину предъявить это обвинение. СМИ Египта и Иордании подхватили это обвинение, Сирия также обвинила в том же Австралию, толпы мусульман атаковали посольства США и Великобритании на Ближнем Востоке и в Северной Африке. Несмотря на его разоблачение, это обвинение до сих пор живо в мусульманском мире, включая и научные исторические публикации.

### Взаимные обвинения в расстрелах военнопленных
В ходе войны Армия обороны Израиля взяла в плен 4338 египетских солдат и 899 мирных жителей; 533 иорданских солдата и 366 мирных жителей; 367 сирийских солдат и 205 мирных жителей. При этом в плен попали 15 израильских солдат: 11 в Египте, 1 в Сирии, 2 в Ираке и 1 в Ливане. Обмен военнопленными был завершён 23 января 1968 года.
Существуют взаимные обвинения сторон в расстреле безоружных и военнопленных. Некоторые из них имеют независимые подтверждения.
В частности, израильский военный историк Арье Ицхаки утверждал, что в архивах есть документы, подтверждающие такие убийства египетских военнопленных израильтянами. Аналогичную информацию сообщал историк Ури Мильштейн. Ещё один военный историк Меир Паиль писал, что армия наказала тех, кто участвовал в убийстве военнопленных или гражданских лиц. Официально эта информация со стороны Израиля опровергалась, либо признавались единичные инциденты.
Наблюдатели ООН из бывшей Югославии, находившиеся в Египте во время Шестидневной войны, поставили под сомнение утверждение об убийстве большого числа пленных и заявили, что если бы такое произошло, то они наверняка знали бы об этом. Также американский историк Соломон Шварц писал, что представители Международного Красного Креста и иностранные журналисты имели свободный доступ к египетским военнопленным и у них не было никаких претензий к израильским властям.
При этом известно, что израильтяне массово отпускали сдавшихся египетских солдат, снабжали их водой в пустыне и даже подвозили в сторону Суэцкого канала. Британские историки Рэндольф и Уинстон Черчилль описывают инцидент как группа египетских солдат, которые переплывали канал, была расстреляна из пулемётов с египетской стороны на глазах иностранных журналистов.
Со своей стороны, тот же историк Ицхаки и израильские военнослужащие, побывавшие в египетском плену, обвинили Египет в пытках и казнях израильских военнопленных. Египет отверг эти обвинения.

## Перемещение населения

### Арабы
Согласно одному из новых израильских историков Бенни Моррису, в ходе и непосредственно после войны, Западный берег р. Иордан покинуло около четверти его арабского населения (от 200 000 до 250 000 человек). Сектор Газа покинуло около 70 000 человек, а Голанские высоты от 80 000 до 100 000 человек.
Согласно Моррису, в городе Калькилия и деревнях к юго-востоку от Иерусалима израильтянами уничтожались дома «не в ходе сражений, а в виде наказания и с целью изгнать жителей, ….вопреки политике правительства». В Калькилии было уничтожено около трети домов. Однако затем жителям обоих районов было разрешено вернуться. Есть свидетельства о случаях, когда израильские войска приказывали населению покинуть свои дома и пересечь реку Иордан. Из Восточного Иерусалима люди доставлялись израильскими автобусами к иорданской границе, но, по данным Морриса, нет свидетельств того, что это делалось по принуждению. При переходе границы выезжающие должны были подписать документ, что делают это по собственному желанию.
После войны израильское правительство заявило, что позволит вернуться всем беженцам, которые пожелают. Однако на практике было разрешено вернуться только 17 000 человек из 120 000 изъявивших желание.
Согласно Моррису, пользуясь шоком, вызванным войной, в Иерусалиме с 10 июня израильские власти начали разрушения так называемого мусульманского квартала Муграби в непосредственной близости от Стены Плача. На его месте была создана большая площадь перед этой иудейской святыней.
При этом, в письме представителя Израиля в ООН на имя её Генерального секретаря в марте 1968 года указывалось, что за время контроля Иордании над этим кварталом он превратился в трущобы, 2/3 его площади либо принадлежало евреям, либо находилось в общественном пользовании. В апреле 1968 года израильское правительство официально передало площадь перед Стеной Плача в общественное пользование, частным землевладельцам была предложена компенсация (200 иорданских динаров на семью для арабов).
В Старом городе Иерусалима из домов в еврейском квартале были выселено около 300 арабских семей, заселившихся в них после изгнания 1500 евреев из Старого города Трансиорданией в ходе войны 1948 года.

### Евреи в исламских странах
В связи с победой Израиля и поражением арабов, еврейское меньшинство, всё ещё проживавшее в арабских странах, немедленно подверглось преследованиям и изгнанию.
Как пишет историк Майкл Орен:
- «Толпы атаковали еврейские кварталы в Египте, Йемене, Ливане, Тунисе, Марокко, сжигая синагоги и нападая на евреев. В результате погрома в Триполи (Ливия) были убиты 18 евреев и 25 были ранены, выжившие были согнаны в места содержания под стражей».
- «Из 4000 евреев Египта 800 были арестованы, включая главных раввинов как Каира, так и Александрии, а их имущество было реквизировано государством».
- «Древние еврейские общины Дамаска и Багдада были помещены под домашний арест, их лидеры были арестованы и подвергнуты штрафам».
- «В целом 7000 евреев были изгнаны, многие — только с тем, что смогли унести в руках».

## Реакция
9 июня в Москве прошло совещание руководителей правящих партий и правительств Болгарии, Венгрии, ГДР, Польши, Румынии, СССР, Чехословакии и Югославии. В итоге 10 июня Болгария, Венгрия, Польша, СССР, Чехословакия, Югославия разорвали дипломатические отношения с Израилем. Румыния воздержалась от такого шага, а ГДР не имела с Израилем дипломатических отношений.
9 июня в своём обращении к нации президент ОАР Насер заявил о своей отставке и обвинил страны Запада в том, что их ВВС тайно воевали на стороне Израиля. После массовых демонстраций в его поддержку Насер остался на своём посту.
17 июня — 21 июля — в Нью-Йорке проходила 5-я чрезвычайная специальная сессия Генеральной Ассамблеи ООН, созванная по предложению СССР. Ни один из трёх проектов резолюции по поводу арабо-израильского конфликта не был принят. Согласно А. А. Громыко, главной причиной этого стали:

1) Категорический отказ всех арабских делегаций пойти на принятие любой формулировки, призывающей к прекращению состояния войны между арабами и Израилем.

2) Категорический отказ США и стран, которые их поддерживают, пойти на принятие решения о выводе войск без одновременного призыва Ассамблеи к прекращению состояния войны.— Телеграмма министра иностранных дел СССР А. А. Громыко в ЦК КПСС
4 и 14 июля приняты три резолюции по защите гражданского населения и статусу Иерусалима. Формально 21 июля сессия была лишь прервана, а официально закрыта 18 сентября.
С 29 августа по 1 сентября 1967 года в Хартуме прошла межарабская конференция, которая сформулировала и приняла так называемую Хартумскую резолюцию. Резолюция стала известна как «три нет»: «никакого мира с Израилем, никакого признания Израиля и никаких переговоров с Израилем».
22 ноября — Совет Безопасности ООН единогласно принял резолюцию 242, требующую «установления справедливого и прочного мира на Ближнем Востоке, который должен включать применение обоих нижеследующих принципов:

1. вывод израильских вооружённых сил с территорий, оккупированных во время недавнего конфликта;

2. прекращение всех претензий или состояний войны и уважение и признание суверенитета, территориальной целостности и политической независимости каждого государства в данном районе и их права жить в мире в безопасных и признанных границах, не подвергаясь угрозам силой или её применению».
В различных странах арабского мира прошли массовые манифестации в поддержку Сирии, Иордании и Египта, в ряде случаев имели место беспорядки и нападения на офисы европейских и американских компаний.

## В культуре
В израильской культуре гимном Шестидневной войне стала знаменитая песня Наоми Шемер «Золотой Иерусалим». Новый куплет был добавлен в песню утром 8 июня — на следующий день после взятия города израильской армией:

Вернулись к площади, к колодцам,

Базар, как встарь, шумит,

И трубный глас зовет нас к Храму,

Где Старый город спит.

В утесе скрытый вход в пещеры

Сияньем озарён,

И к морю Мёртвому вернёмся

Дорогой в Иерихон

Войне посвящена песня «Six Days War» группы Colonel Bagshot;

### Комментарии
1. ↑  Английская идиома fish story — преувеличения, небылицы. Аналог в русском языке — охотничьи рассказы.
2. ↑  В версии Майкла Орена это прозвучало «Мы уничтожим Израиль и его жителей, а что касается выживших — если таковые будут — лодки готовы депортировать их!», см. Oren, 2002, с. 132. В версии У. и Р. Черчилль: «Уцелевшим евреям помогут возвратиться в страны их рождения. Но мне кажется, что никто не уцелеет», см. Черчилль, 1975, с. 63. Не исключено, что это было несколько разных высказываний.
3. ↑  Возможно, в бо́льшей цифре отражено прибытие 1 июня в Алеппо 50 иракских танков, см. Oren, 2002, p. 162
4. ↑  Израильский военный обозреватель Олег Грановский приводит список из 6 бригад
5. ↑  Общее количество 311 уничтоженных самолётов, из них 25, вероятно, учебные
6. ↑  Организация ООН для наблюдения за перемирием между Израилем и Иорданией после войны 1948 года